# Milan (Tennessee)
Milan is een plaats (city) in de Amerikaanse staat Tennessee, en valt bestuurlijk gezien onder Gibson County.

## Demografie
Bij de volkstelling in 2000 werd het aantal inwoners vastgesteld op 7664.
In 2006 is het aantal inwoners door het United States Census Bureau geschat op 7885, een stijging van 221 (2,9%).

## Geografie
Volgens het United States Census Bureau beslaat de plaats een oppervlakte van
20,8 km², geheel bestaande uit land. Milan ligt op ongeveer 121 m boven zeeniveau.

## Plaatsen in de nabije omgeving
De onderstaande figuur toont nabijgelegen plaatsen in een straal van 20 km rond Milan.